# Никитский сельский округ (Московская область)
Никитский сельский округ — упразднённая административно-территориальная единица, существовавшая на территории Раменского района Московской области в 1994—2002 годах.
Никитский сельсовет был образован в первые годы советской власти. По данным 1919 года он входил в состав Чаплыженской волости Бронницкого уезда Московской губернии.
В 1923 году к Никитскому с/с был присоединён Новотроицкий с/с.
В 1926 году Никитский с/с включал село Никитское, деревню Новотроицкая, инвалидный дом и лечебницу.
В 1929 году Никитский с/с был отнесён к Бронницкому району Коломенского округа Московской области. При этом к нему был присоединён Фоминский с/с.
21 августа 1936 года к Никитскому с/с был присоединён Лаптевский с/с (селения Бубново, Костино, Лаптево и Новомайково).
17 июля 1939 года к Никитскому с/с был присоединён Лысцевский с/с (селения Булгаково и Лысцево).
14 июня 1954 года к Никитскому с/с был присоединён Степановский с/с.
22 июня 1954 года из Никитского с/с в Натальинский были переданы селения Новая Марьинка и Юсупово.
3 июня 1959 года Бронницкий район был упразднён и Никитский с/с вошёл в Люберецкий район.
28 июля 1960 года Никитский с/с был передан в Раменский район.
20 августа 1960 года из Натальинского с/с в Никитский были переданы селения Марьино, Юрасово и Юсупово.
1 февраля 1963 года Раменский район был упразднён и Никитский с/с вошёл в Люберецкий сельский район. 11 января 1965 года Никитский с/с был возвращён в восстановленный Раменский район.
3 февраля 1994 года Никитский с/с был преобразован в Никитский сельский округ.
27 декабря 2002 года Никитский с/о был упразднён, а его территория включена в Ульянинский сельский округ.